# Avon (Caroline du Nord)
Pour les articles homonymes, voir Avon.
Avon est une ville des États-Unis située dans le comté de Dare en Caroline du Nord. Sa population s’élevait à 776 habitants lors du recensement de 2010. La ville fait partie de la région des Outer Banks.

## Démographie
| 2000 | 2010 | - | - | - | - |
| ---- | ---- | - | - | - | - |
| 772  | 776  | - | - | - | - |